# Карпаторусская трудовая партия
Карпатору́сская трудова́я па́ртия (Карпаторусская трудовая партия малоземельных и безземельных) — одна из русофильских партий Подкарпатской Руси в составе Чехословакии. Придерживалась аграрной и левоцентристской ориентации.
Партия была организована в 1920 году по инициативе деятелей галицко-русского движения Андрея Гагатко и Иллариона Цуркановича.
Программа партии предусматривала расширение автономии Подкарпатской Руси в пределах Чехословакии, расширение её территории за счёт Спишской, Шаришской и Земплинской жуп, введение русского языка в качестве официального в учреждениях и школах. В социальной сфере партия выступала с уравнительными требованиями по образцу российских эсеров (так как находилась под влиянием Екатерины Брешко-Брешковской, жившей в Ужгороде). Печатным органом была газета «Русская земля» (1919—1938). В 1923 году партия объединилась с Карпаторусской земледельческой республиканской партией, в 1925 снова выделилась.
На выборах 1924 и 1925 годов выступала в блоке с Чехословацкой национально-социалистической партией (носившей до 1926 года название Чехословацкой социалистической партии), вместе собрали соответственно 20 068 (8 %) и 15 759 (6,4 %) голосов. А. Гагатко стал депутатом нижней палаты чехословацкого парламента.
На выборах 1929 года вместе с «Русским народным соединением» создала «Русский блок», который выступил с правой Чехословацкой национально-демократической партей Карела Крамаржа. Вместе собрали 48 609 (18,3 %) голосов. Илларион Цурканович стал сенатором от КТП в чехословацком парламенте в 1929—1935 годах.